# Télégramme Riegner

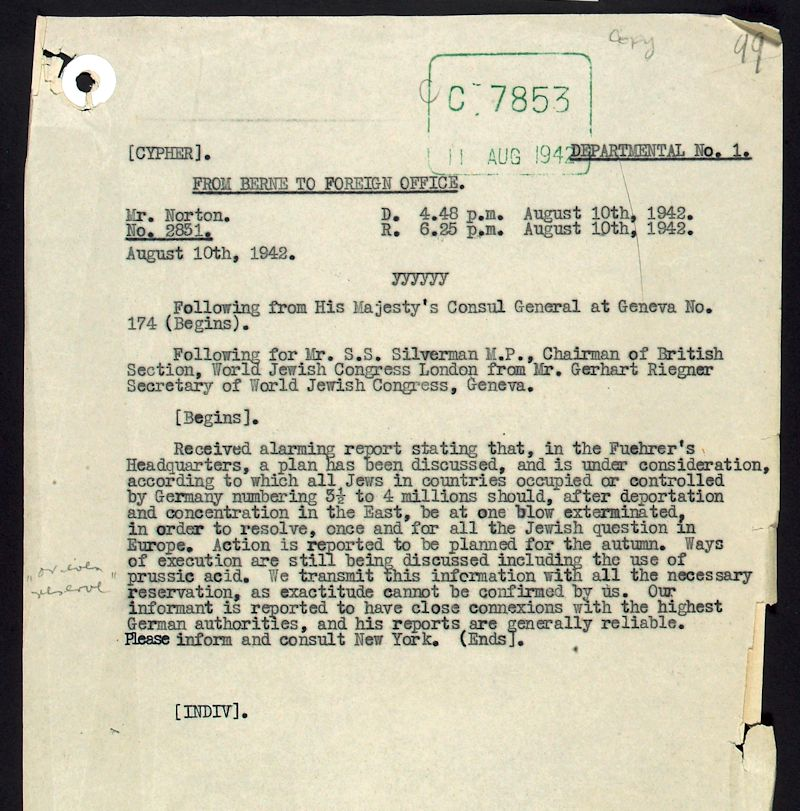
Photocopie du télégramme reçu par le Foreign Office le 10 août 1942.

Le télégramme Riegner est un télégramme envoyé le 8 août 1942 par Gerhart Riegner,  avocat allemand exilé en Suisse et représentant du Congrès juif mondial dans ce pays, pour avertir les gouvernements britanniques et américains du plan nazi d'extermination des Juifs.
Au début du mois d'août 1942, quelques jours avant l'envoi de ce télégramme, Riegner avait été averti de la Solution finale nazie à l'encontre des Juifs par Benjamin Sagalowitz, l'attaché de presse de la communauté juive suisse, lors d'une longue promenade. Sagalowitz avait lui-même été informé par Eduard Schulte, industriel allemand en contact avec des dirigeants nazis.
Riegner a adressé son télégramme aux bureaux du Congrès juif mondial à New York et à Londres, respectivement à Stephen Wise, rabbin, et à Sydney Silverman, membre du parlement britannique. Un même télégramme a été envoyé aux consulats britannique et américain à Genève.

## Texte du télégramme
Traduction littérale du message de Riegner tel qu'envoyé le 10 août 1942 au Foreign Office par le consul général britannique à Genève via son ambassade à Berne :

« (Début). Reçu rapport alarmant affirmant qu'au quartier général du Führer, un plan a été discuté, et est à l'étude, d'après lequel tous les Juifs des pays occupés ou contrôlés par l'Allemagne, au nombre de 3½ à 4 millions, devraient, après déportation et concentration à l'Est, être exterminés d'un coup [at one blow], afin de résoudre, une fois pour toutes, la question juive en Europe. On rapporte que l'action est planifiée pour cet automne. Les moyens d'exécution sont encore en discussion, y compris l'usage de cyanure d'hydrogène [prussic acid]. Nous transmettons cette information avec toutes les réserves nécessaires, car nous ne pouvons pas confirmer son exactitude. Notre informateur est réputé avoir des connexions étroites avec les plus hautes autorités allemandes, et ses rapports sont généralement fiables. Merci d’informer et consulter New York. (Fin). »

Ce télégramme faisait référence à la conférence de Wannsee qui s'était déroulée sept mois plus tôt, en ajoutant deux détails sur sa mise en œuvre.

## Réception du télégramme et confirmation
Le message de Riegner fut accueilli avec circonspection voire de l'incrédulité, quoique les services britanniques avaient reçu très tôt des informations concordantes, notamment un an auparavant, le 17 août 1941, en interceptant un message adressé à Berlin par le général SS Erich von dem Bach-Zelewski ; l'ambassadeur de France en Roumanie, Jacques Truelle, avait aussi averti son gouvernement en novembre 1941.
Par contre le Comité international de la Croix-Rouge, qui avait reçu de Gerhardt Riegner les mêmes informations, put les confirmer sur la base de ses propres investigations, notamment au consul américain à Genève, Paul Squire, en octobre 1942. Peu après, Jan Karski ayant porté des rapports précis au Gouvernement polonais en exil à Londres, celui-ci confirma officiellement la teneur du télégramme Riegner, le 10 décembre 1942, par une note adressée aux gouvernements alliés, laquelle fut suivie, le 17 décembre, par une déclaration conjointe des Alliés condamnant l'extermination des Juifs d'Europe.